# Veleposlaništvo Republike Slovenije v Alžiriji
Veleposlaništvo Republike Slovenije v Alžiriji (uradni naziv Veleposlaništvo Republike Slovenije Alžir, Alžirija) je rezidenčno diplomatsko-konzularno predstavništvo Republike Slovenije v Alžiriji s sedežem v Alžiru. Deluje od leta 2024, ukaz o ustanovitvi predsednice Slovenije Nataše Pirc Musar je bil 3. aprila 2023 objavljen v Uradnem listu Republike Slovenije. Uradno je veleposlaništvo odprl predsednik slovenske vlade Robert Golob 28. maja 2024.
Veleposlaništvo vodi odpravnik poslov Bogdan Batič.